# Арсианский хребет
Арсия́нский хребе́т (Арсианский хребет, груз. არსიანის ქედი; тур. Yalnızçam Dağları) — горный хребет в северо-западном обрамлении Армянского нагорья (система Малого Кавказа), расположенный в южной Грузии и восточной Турции. Хребет образует водораздел между реками Чорох и Кура. Северная часть хребта, заходящая в Грузию, окаймляет с востока верховья реки Аджарисцкали и примыкает к западной оконечности Малого Кавказа. Юго-западный конец хребта лежит при слиянии рек Олту и Чороха.
Общая длина хребта составляет около 150 км. Максимальная высота — 3165 м (гора Арсиян). Хребет сложен глинистыми сланцами и песчаниками, которые чередуются с вулканогенными толщами. Задерживает влагу, приносимую с моря. Склоны хребта покрыты внизу буково-каштановыми, выше буковыми и пихтово-еловыми лесами, затем альпийскими лугами.